# Kaldidalur

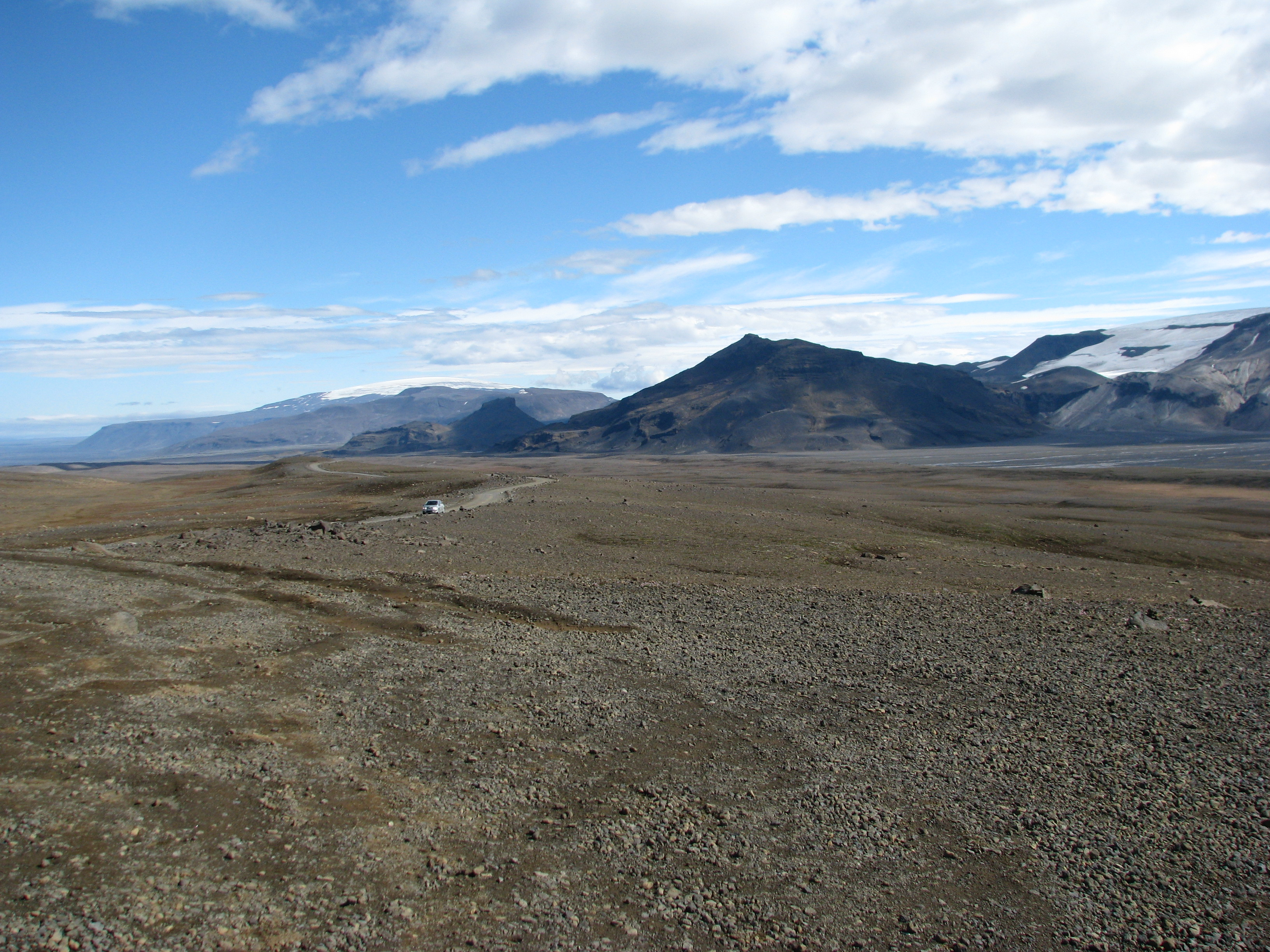
De Kaldidalur bergweg

De Kaldidalur is de kortste van de drie routes die dwars door het binnenland van IJsland voeren. Het wordt daarom ook wel spottend bergroute voor beginners genoemd. De Kaldidalur is een ongeveer 35 km lange weg bestaande uit grind, puin en gruis. De naam betekent Koud dal.
De Kaldidalur-route (formeel heet hij de Kaldadalsvegur en heeft wegnummer 550) begint even ten noorden van het Nationale Park Þingvellir en westelijk van de schildvulkaan Skjaldbreiður. De route voert vervolgens tussen de Þórisjökull en de Ok gletsjers door en mondt vlak bij het populaire IJslandse zomergebied Húsafell, niet ver van de Hraunfossar en Barnafoss watervallen uit. In de winter is de weg meestal afgesloten, en 's zomers mag de weg alleen maar met terreinwagens bereden worden. Het hoogste punt van de Kaldadalsvegur ligt op 727 meter in de Langihryggur-kloof midden tussen beide gletsjers.
Beide andere wegen die dwars over het IJslandse hoogvlakte voeren zijn de Kjölur en de Sprengisandur route.